# واهم‌گشت
واپیچش(به انگلیسی: Deconvolution) در ریاضیات، یک فرایند مبتنی بر الگوریتم است، که منظور از آن معکوس کردن اثر ناشی از هم‌گشت (کانوُلوشن) بر روی داده‌ها است.
مفهوم واهم‌گشت به‌طور گسترده‌ای در تکنیک‌های پردازش سیگنال و پردازش تصویر استفاده می‌شود. از آنجا که این این تکنیک‌ها به نوبه خود به‌طور گسترده‌ای در بسیاری از رشته‌های علمی و مهندسی استفاده می‌شود، از این‌رو کاربردهای واهم‌گشت بسیار زیاد شده‌است.

به‌طور کلی، هدف از واهم‌گشت حل معادله هم‌گشت (به شکل زیر) است:
{\displaystyle f*g=h\,}
معمولاً، h یک سیگنال ثبت شده‌است، و ƒ یک سیگنال است که ما مایل به بازیابی آن هستیم، اما سیگنال مورد نظر ما با پیش از اینکه به دست ما برسد با سیگنال g کانوالو (پیچیده) شده‌است. از تعاریف سیگنال و سیستم می‌توان فهمید که سیگنال g در واقع تابع تبدیل سیستم انتقال و/یا سیستم ضبط بوده‌است. تابع می‌تواند نشان دهنده تابع تبدیل یک وسیله یا یک نیروی محرکه باشد که به یک سیستم فیزیکی اعمال شده‌است. اگر g یا حداقل شکل موج آن را بدانیم، می‌توانیم واهم‌گشت قطعی انجام دهیم؛ ولی اگر g را ندانیم، باید آن را تخمین بزنیم. این کار اغلب با استفاده از روش‌های آماری تخمین انجام می‌شود [نیازمند منبع].

در مورد اندازه‌گیری‌های فیزیکی، وضعیت معمولاً شبیه به زیر خواهد بود:
{\displaystyle (f*g)+\varepsilon =h\,}
در معادله بالا ε نویزی است که به سیگنال‌های ثبت شده ما وارد شده‌است. اگر فرض کنیم که یک سیگنال یا تصویر بدو ن نویز است، برآورد آماری ما از g نادرست خواهد بود و به همین شکل سیگنال ƒ نیز اشتباه خواهد بود. هرچه نسبت سیگنال به نویز کمتر باشد، برآورد ما نسبت به سیگنال دکانوالو شده بدتر خواهد بود. به همین دلیل است که فیلتر کردن معکوس سیگنال یک راه حل خوب به حساب نمی‌آید. با این حال، اگر ما حداقل برخی اطلاعات را در مورد نوع نویز موجود در داده‌ها بدانیم (برای مثال، نویز سفید)، ممکن است از طریق روش‌هایی مانند واهم‌گشت وینر قادر به بهبود برآورد ƒ باشیم.

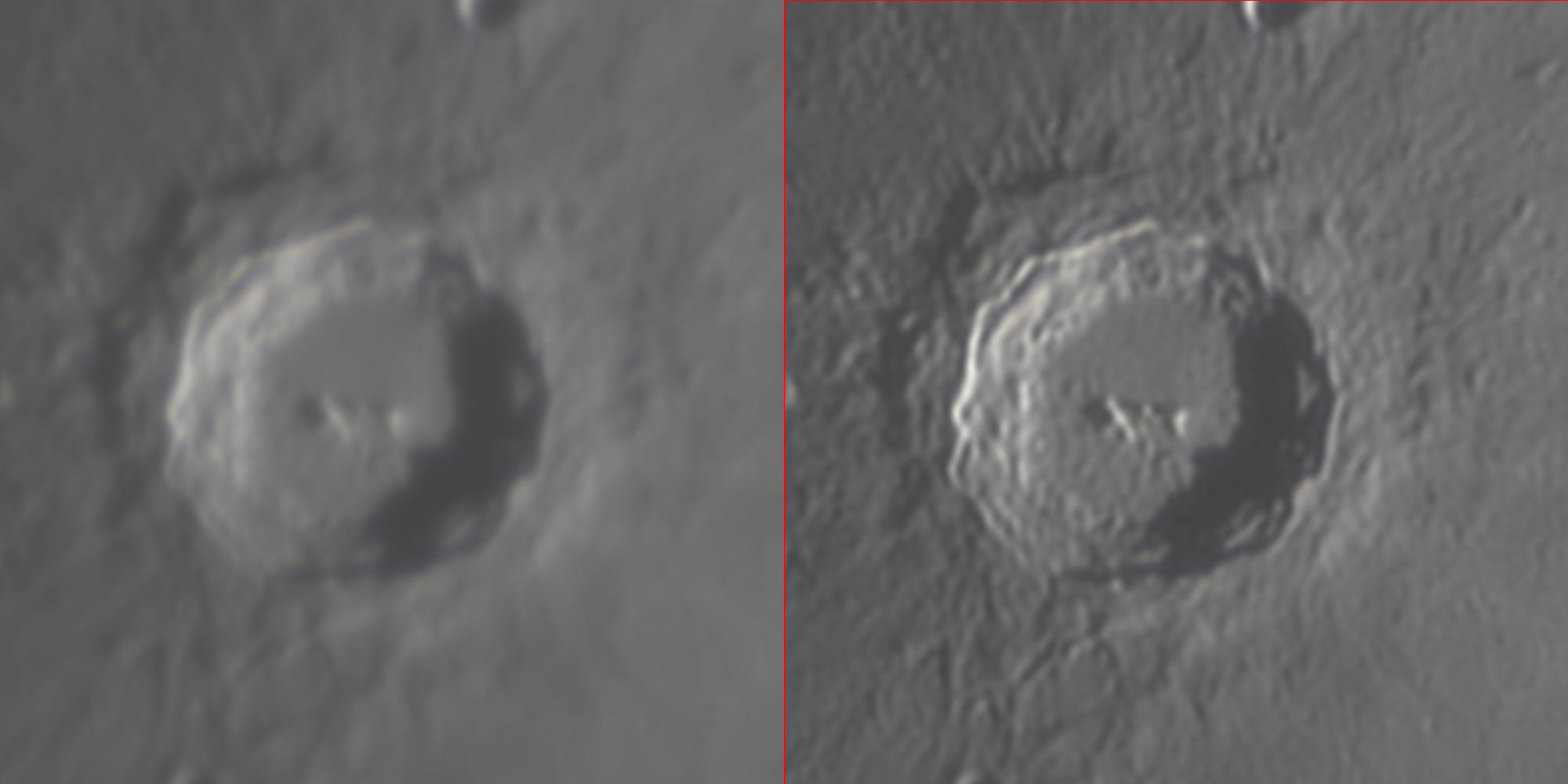
قبل و بعد از واپیچشی عکس دهانه در ماه توسط f the lunar craterواهم‌گشت ریچاردسون لوسی

بنیاد بسیاری از واهم‌گشت‌ها و تجزیه و تحلیل‌های سری‌های زمانی، بر پایه کتاب برون یابی، درونیابی، و صاف کردن سری زمانی ثابت (۱۹۴۹) و توسط نوربرت وینر از مؤسسه تکنولوژی ماساچوست بنا شده‌است. این کتاب بر فعالیت‌های وینر استوار بود که در طول جنگ جهانی دوم انجام داده بود. برخی از تلاش‌های اولیه برای اعمال این نظریه در زمینه پیش‌بینی آب و هوا و اقتصاد بودند.

## کاربردهای واهم‌گشت

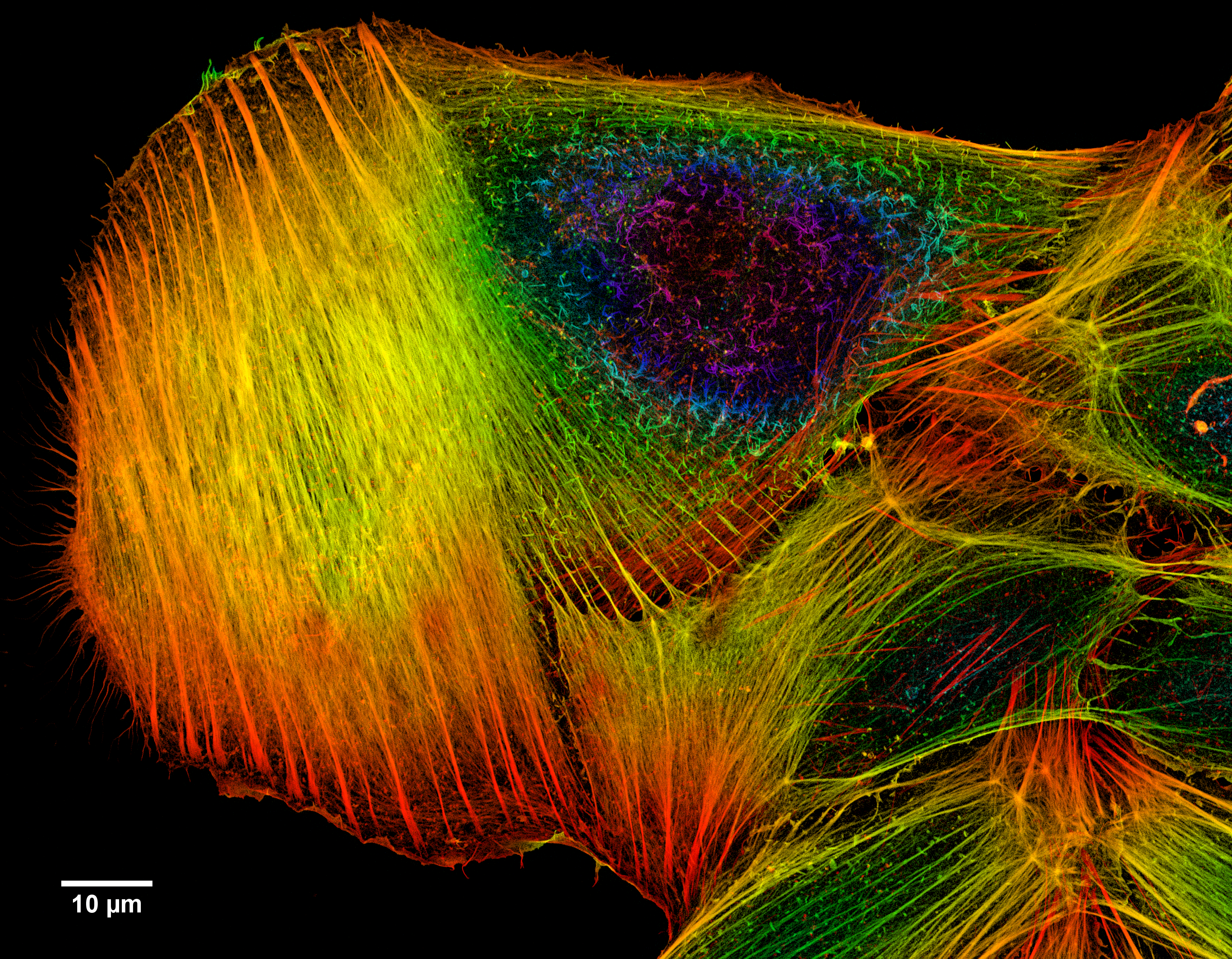
مثالی از واپیچشی یک تصویر میکروسکپی

### لرزه‌شناسی
مفهوم واهم‌گشت در لرزه‌شناسی بازتاب کاربرد دارد و در این رشته، واهم‌آمیخت نامیده می‌شود.
در سال ۱۹۵۰ اندرس رابینسون دانشجوی کارشناسی ارشد MIT بود. او با افرادی همچون نوربرت وینر، نورمن لوینسون، و پل ساموئلسون اقتصاددان، در MIT مشغول به کار جهت توسعه «مدل هم‌گشتی» انعکاس لرزه‌نگاشت (منحنی‌های ترسیم شده بوسلیه لرزه‌نگار) بود. در این مدل فرض بر آن است که زمین نگاشت ثبت شده (s(t، حاصل هم‌گشت (پیچیدگی) دو تابع بازتابی زمین (e(t و موجک لرزه‌نگاری (w(t است که از منبع نقطه‌ای ساطع می‌شود. در این توابع، t نشان دهنده زمان ضبط است؛ بنابراین، معادله هم‌گشت پیچیدگی ما می‌آید
{\displaystyle s(t)=(e*w)(t)\,}
زلزله‌شناس طالب بدست آوردن e است، زیرا که اطلاعات مربوط به ساختار زمین در آن نهفته‌است. بر اساس قضیه هم‌گشت، معادله بالا را می‌توان به رابطه تبدیل فوریه زیر تغییر داد:
{\displaystyle S(\omega )=E(\omega )W(\omega )\,}
که در حوزه فرکانس معتبر است. با این فرض که بازتاب سفید است، ما می‌توانیم چگالی توان بازتاب را ثابت در نظر بگیریم. بر پایه‌ای نفرض می‌توان گفت که طیف توان زلزله نگاشت برابر است با طیف موجک ضرب است که در یک مقدار ثابت شرب شده. به این ترتیب،
{\displaystyle |S(\omega )|\approx k|W(\omega )|\,}
اگر فرض کنیم که موجک حداقل فاز باشد، می‌توانیم آن را با محاسبه مدل معادلِ فاز حداقلِ طیف توانی که در بالا پیدا کردیم بدست آوریم. بازتاب را می‌توان طراحی و استفاده فیلتر وینر بازیابی کرد. این فیلتر موجک برآورد شده را متشکل از تابع دلتای دیراک بدست می‌دهد. نتیجه به صورت یک سری توابع دلتا تغییر مقیاس داد هشده و جابجا شده دیده خواهد شد (که از لحاظ ریاضی بیان آن ساده است):
{\displaystyle e(t)=\sum _{i=1}^{N}r_{i}\delta (t-\tau _{i})}
که N تعداد رویداد بازتاب،{\displaystyle t-\tau _{i}} ها زمان انعکاس هر رویداد و {\displaystyle r_{i}} ها ضریب بازتاب هستند.
از آنجا که در عمل نوفه‌های مورد نظر ما دارای پهنای باند محدود، طول محدود، مجموعه داده‌های گسسته هستند، لذا روش فوق تقریبی از فیلتر لازم جهت دکانوالو داده‌ها را در اختیار ما قرار می‌دهد. با این حال، با فرموله کردن مسئله به صورتی که پاسخ مورد نظر ما، راه حل ماتریس توپلیتز باشد و با استفاده از بازگشت لوینسون، ما نسبتاً به سرعت می‌توانیم، برآوردی از یک فیلتر با کوچکترین میانگین مربعات خطا داشته باشیم. همچنین می‌توان عمل واهم‌گشت را مستقیما در حوزه فرکانس انجام داد و به نتایج مشابه دست یافت. این کار به روش پیش‌بینی خطی نزدیک است.

### کاربردهای نورشناخت و تصویربرداری
در نورشناخت و تصویربرداری، از واژه واهم‌گشت به‌طور خاص برای اشاره به روند معکوس کردن (خنثی کردن) اعوجاج نوری که در میکروسکوپ نوری، میکروسکوپ الکترونی، تلسکوپ، یا دستگاه‌های دیگر تصویربرداری اتفاق میفتداتلاق می‌شود. در نتیجه این کار به تصاویر واضح تر دست پیدا می‌کنیم. این کار در حوزه دیجیتال معمولاً توسط الگوریتم‌های نرم‌افزاری انجام می‌شود (که بخشی از مجموعه تکنیک پردازش تصویر میکروسکوپ است). کاربرد عملی دیگر واهم‌گشت در وضوح دادن به تصاویری است که در زمان ضبط دچار خرابی ناشی از حرکت سریع یا لرزش می‌شوند. اخیراً تصاویر گرفته شده توسط تلسکوپ فضایی هابل که در اثر نقص آینه دچار تخریب شده‌اند، می‌توانند توسط واهم‌گشت شفاف شوند.
فرض معمول آن است که مسیر نوری درون یک ابزار، از لحاظ نوری کامل است، که پس از آن با تابع نقطه گستر (PSF) کانوالو (پیچیده) می‌شود. PSF یک تابع ریاضی است که اعوجاج را بر حسب مسیر نظری که منبع نقطه‌ای نور در ابزار می‌پیماید توصیف می‌کند. معمولاً یک چنین منبع نقطه‌ای، در تصویر نهایی بدست آمده شامل منطقه‌ای کوچک از عدم وضوح (مات بودن) است. اگر این تابع تعیین شود، تابع معکوس یا مکمل آن تنها با یک محاسبه بدست خواهد آمد. سپس می‌توان این تابع معکوس را با تصویر بدست آمده کانوالو کرد (پیچید). نتیجه بدست آمده عکسی است که پیش از ورود به ابزار بدون اعواج بوده‌است.
در عمل، پیدا کردن PSF واقعی غیرممکن است، و معمولاً تقریبی از آن استفاده می‌شود. این تابع می‌تواند از لحاظ تئوری محاسبه شود
یا بر اساس برخی از برآوردهای تجربی با استفاده از اندازه‌گیرهای خاص تعیین شود. ابزار نوری واقعی نیز ممکن است با توجه به نقاط کانونی مختلف و موقعیت فضایی شان دارای PSFهای مختلف باشند. PSF می‌تواند غیر خطی باشد. دقت PSF تخمین زده شده، کیفیت نتیجه بدست آمده را تعیین می‌کند. برای دریافت نتایج بهتر می‌توان از الگوریتم‌های مختلف به‌طور همزمان استفاده کرد. با این کار هزینه محاسبات نیز افزایش خواهد یافت. از آنجا هم‌گشت قسمتی از داده‌ها را از بین می‌برد، برخی از الگوریتم‌ها از داده‌های اضافی به دست آمده در نقاط نزدیک فاصله کانونی استفاده کرده و داده‌های از دست رفته را بازیابی می‌کنند. با استفاده از یک تنظیم‌کننده در الگوریتم تکرارشونده (مثل الگوریتم بیشینه کردن امید ریاضی) می‌توان از پاسخ‌های غیر واقعی دوری کرد.
هنگامی که PSF ناشناخته است، به‌طور سیستماتیک می‌توان آن را با امتحان کردن PSFهای مختلف و ارزیابی اینکه آیا تصویر بهبود یافته‌است بدست آورد. این روش به نام واهم‌گشت کور شناخته می‌شود. واهم‌گشت کور به عنوان تکنیکی خوب جهت مرمت تصویر در ستاره‌شناسی به‌کار می‌رود. دلیل این امر، طبیعت نقطه‌ای بودن اشیائی است که از آن‌ها تصویربرداری می‌شود و در معرض PSF قرار می‌گیرند. کاربرد دیگر این روش، ترمیم تصویرها در تکنیک ریزبینی فلورسانس است. معمول‌ترین الگوریتم تکرار شونده برای این منظور الگوریتم واهم‌گشت ریچاردسون لوسی است. روش وینر واهم‌گشت معمول‌ترین الگوریتم غیر تکراری است.

### پرتواخترشناسی
هنگام انجام ترکیب تصویر در تداخل رادیویی، که یک نوع خاص از پرتواخترشناسی است، یک گام از عملیات، دکانوالو کردن تصویر تولید شده با پرتو کثیف است که نام دیگرش تابع انتشار نقطه‌ای (تابع نقطه گستر) است. روش معمول مورد استفاده، الگوریتم کلین است.